# Franz Cumont
Franz-Valéry-Marie Cumont (født 3. januar 1868 i Aalst, død 20. august 1947 i Woluwe-Saint-Pierre) var en belgisk filolog og religionshistoriker. 
Cumont virkede 1892-1910 som professor ved Universitetet i Gent, idet han tillige 1899-1912 var konservator ved de kongelige museer i Bryssel. Han var korresponderende medlem af en række videnskabelige selskaber, bland andet det danske (1913), og levede senere omvekslende i Paris og Rom. Størst navnkundighed har han vundet ved sine forskninger angående Mithrasreligionen (Textes et Monuments, 1894-99; Les mystères de Mithra, 2. udgave 1902; oversat på tysk og engelsk), og ved siden af talrige afhandlinger i forskellige tidsskrifter fortjener særlig at nævnes: Les religions orientales dans le paganisme romain (2. udgave 1909; tysk oversættelse 1910).